# OpenMandriva Lx
OpenMandriva Lx è una distribuzione GNU/Linux discendente da Mandriva Linux. È mantenuta dall'associazione senza scopo di lucro OpenMandriva.

## La storia

### Origini della distribuzione
OpenMandriva Lx è una distribuzione Linux comunitaria. Il prodotto OpenMandriva è stato creato nel maggio 2012, quando Mandriva S.A. ha evitato il fallimento abbandonando lo sviluppo del suo prodotto destinato agli utenti alla comunità Mandriva.

La prima versione stabile (OpenMandriva Lx 2013 "Oxygen") è stata rilasciata alla fine del 2013.

### L'Associazione OpenMandriva
L'Associazione OpenMandriva è stata fondata il 12 dicembre 2012 in base alla legge francese 1901, per rappresentare la comunità OpenMandriva. Gestisce progetti di software libero tra cui OpenMandriva Lx.

## L'ambiente di sviluppo
L'ambiente di sviluppo di OpenMandriva Lx è ABF (Automated Build Farm) in grado di gestire i codici sorgente e di compilare i file binari. Inoltre ABF crea il repository dei pacchetti e le immagini ISO.

## Versioni
Alla fine del 2013 è stata rilasciata la prima versione di OpenMandriva Lx. Derivata da Mandriva Linux 2011, che a sua volta era un amalgama di Mandriva Linux con l'inclusione di diversi nuovi strumenti apportati dagli sviluppatori di ROSA.
OpenMandriva Lx 2014 "Phosphorus" è stata rilasciata il 1º maggio 2014.  Il rilascio ha avuto una recensione molto positiva da parte di Gaël Duval, uno dei fondatori della distribuzione storica iniziale Mandrake Linux.
OpenMandriva Lx 2014.2, nome in codice "The Scion", una release di bugfix per la 2014.1, è stata rilasciata il 29 giugno 2015.
Dal 2015 al 2016 sono state apportate modifiche significative. Tra le altre cose, è stata la prima distribuzione Linux desktop costruita completamente con il compilatore Clang invece di GCC.
La versione stabile e finale di OpenMandriva Lx 3.0 è stata rilasciata nell'agosto 2016, seguita dalla 3.01 nel dicembre 2016 e dalla 3.02 nel giugno 2017. A questa è seguita OpenMandriva Lx 3.03, rilasciata nel novembre 2017.
Dopo il rilascio di OpenMandriva Lx 3.03, gli sviluppatori di OpenMandriva Lx hanno iniziato ad abbandonare il supporto dell'architettura del processore i586 in OpenMandriva Lx 4.0.
Lo sviluppo di OpenMandriva Lx 4.0 è proseguito per due anni dopo il rilascio di Lx 3.03.
La release stabile di OpenMandriva Lx 4.0 è arrivata nel giugno 2019.  Tra i molti altri cambiamenti, questa release si distingue per il passaggio al gestore di pacchetti DNF per la gestione del software
OpenMandriva Lx 4.3 è stata rilasciata nel febbraio 2022. Uno dei cambiamenti degni di nota di questa versione è che PipeWire è diventato il server audio predefinito di OpenMandriva, sostituendo PulseAudio.
OpenMandriva Lx 5.0 è stata rilasciata a novembre 2023.

## Requisiti di sistema
OpenMandriva richiede almeno 2 GB di memoria RAM e 125 GB di spazio sul hard disk per una installazione completa dell'ambiente desktop Plasma. Per un uso confortevole vengono raccomandati 8 GB di memoria RAM.

### ROME
ROME, Il nuovo modello rolling release di OpenMandriva è stata pubblicata nel gennaio 2023. Altri file immagini per l'installazione di ROME vengono pubblicati ad intervalli di qualche mese per evitare agli utenti corposi aggiornamenti a partire dal primo rilascio.